# Ypthima pseudalbida
Ypthima pseudalbida är en fjärilsart som beskrevs av Abel Dufrane 1945. Ypthima pseudalbida ingår i släktet Ypthima och familjen praktfjärilar. Inga underarter finns listade i Catalogue of Life.